# R.Bot Synergy Swan
R.Bot Synergy Swan — робот (устройство телеприсутствия), использующий смартфон или планшет под управлением OS Android в качестве головы, программа для управления роботом скачивается из магазина приложений. Робот обладает трехколесным шасси ( два колеса ведущие, одно опорное ) и трехсегментной подвижной "шеей".
В некоторых школах робота используют как систему телеприсутствия для учеников которые не могут посещать занятия.

## Технические характеристики
| Параметр                                                       | Значение    |
| -------------------------------------------------------------- | ----------- |
| высота (в сложенном состоянии)                                 | 0,35м       |
| высота (в разложенном состоянии, без установленного смартфона) | 0,91м       |
| диаметр основания                                              | 0,44м       |
| вес                                                            | 14кг        |
| максимальная скорость                                          | 1,8км/час   |
| возможность зарядки смартфона:                                 | USB, до 2А  |
| время автономной работы (с подзарядкой смартфона):             | до 24 часов |